# Francesco Gavazzi
Francesco Gavazzi (* 1. August 1984 in Morbegno) ist ein ehemaliger italienischer Radrennfahrer.

## Karriere
Francesco Gavazzi konnte 2003 eine Etappe bei der kleinen italienischen Rundfahrt Giro della Valle d’Aosta gewinnen. Ende der Saison 2005 fuhr er dann bei dem UCI ProTeams Lampre-Caffita als Stagiaire. Im Jahr 2006 wurde er italienischer Straßenmeister der U23, gewann bei der Nachwuchsrundfahrt Giro Ciclistico d’Italia und der U23-Ausgabe des Giro della Toscana jeweils eine Etappe und wurde Vierter im U23-Straßenrennen der Straßenweltmeisterschaften.
Zur Saison 2007 wurde Gavazzi vom italienischen ProTeam Lampre-Fondital verpflichtet. Sein erstes internationales Radrennen der Eliteklasse gewann er 2009 mit Rund um die Nürnberger Altstadt. Im Jahr 2010 gewann er eine Etappe des World Tour-Rennens Vuelta al País Vasco und den Halbklassiker Coppa Agostoni. 2011 gewann er eine weitere Etappe der Baskenlandrundfahrt und bei der Vuelta a España, als er aus einer großen Spitzengruppe heraus den Belgier Kristof Vandewalle im Sprint besiegte.
Zur Saison 2012 wechselte Gavazzi zum Astana Pro Team. Nachdem ihm nur ein einziger Sieg für das Team gelungen war, verließ er nach der Saison 2014 das Team und wurde Mitglied bei Androni Giocattoli. Für das Team erzielte er vier Siege, unter anderem mit der Burgos-Rundfahrt bei einem Rennen der horse categorie. Nach fünf Jahren bei Androni Giocattoli wechselte er zur Saison 2021 zum Eolo-Kometa Cycling Team. Für sein neues Team nahm er noch dreimal am Giro d’Italia teil. 2021 erreichte er mit Platz 29 das beste Ergebnis seiner Karriere in der Gesamtwertung, auf der achten Etappe verpasste er als Zweiter nur knapp einen erneuten Etappenerfolg bei einer Grand Tour.
Nach der Saison 2023 beendete Gavazzi im Alter von 39 Jahren seine Karriere als Radrennfahrer.

## Erfolge
2006
- Italienischer Meister – Straßenrennen (U23)
- eine Etappe Giro Ciclistico d’Italia

2009
- Rund um die Nürnberger Altstadt

2010
- eine Etappe Giro di Sardegna
- eine Etappe Vuelta al País Vasco
- Coppa Agostoni

2011
- eine Etappe Vuelta al País Vasco
- zwei Etappen Portugal-Rundfahrt
- eine Etappe Vuelta a España

2012
- eine Etappe Tour of Beijing

2016
- eine Etappe Portugal-Rundfahrt
- Memorial Marco Pantani

2018
- eine Etappe Burgos-Rundfahrt

2019
- eine Etappe Tour du Limousin

## Grand-Tour-Platzierungen
| Grand Tour            | 2009 | 2010 | 2011 | 2012 | 2013 | 2014 | 2015 | 2016 | 2017 | 2018 | 2019 | 2020 | 2021 | 2022 | 2023 |
| --------------------- | ---- | ---- | ---- | ---- | ---- | ---- | ---- | ---- | ---- | ---- | ---- | ---- | ---- | ---- | ---- |
| Giro d’ItaliaGiro     | 69   | –    | –    | –    | –    | –    | 58   | –    | –    | 53   | 58   | –    | 29   | 67   | 67   |
| Tour de FranceTour    | –    | 105  | –    | –    | 84   | –    | –    | –    | –    | –    | –    | –    | –    | –    | –    |
| Vuelta a EspañaVuelta | –    | –    | 58   | –    | –    | –    | –    | –    | –    | –    | –    | –    | –    | –    | –    |